# Calochortus cernuus
Calochortus cernuus là một loài thực vật có hoa trong họ Liliaceae. Loài này được Painter miêu tả khoa học đầu tiên năm 1911.